# Corinna loricata
Corinna loricata is een spinnensoort uit de familie van de loopspinnen (Corinnidae).
De wetenschappelijke naam van de soort werd in 1880 als Hypsinotus loricatus gepubliceerd door Philip Bertkau.